# مكتبة بيلفاست

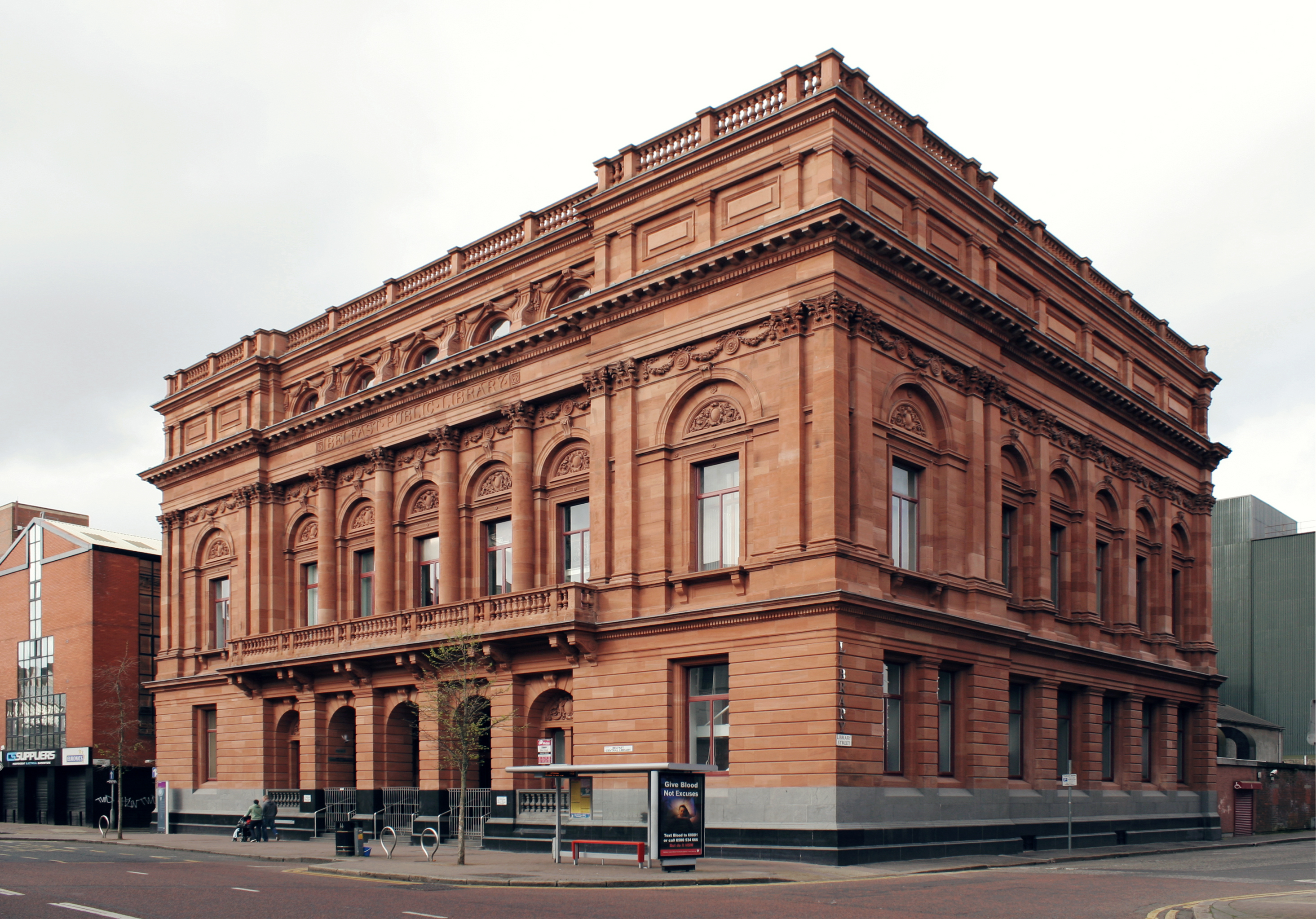
المكتبة المركزية ، بالفاست ، كونتري أنتريم ، إيرلندا الشمالية

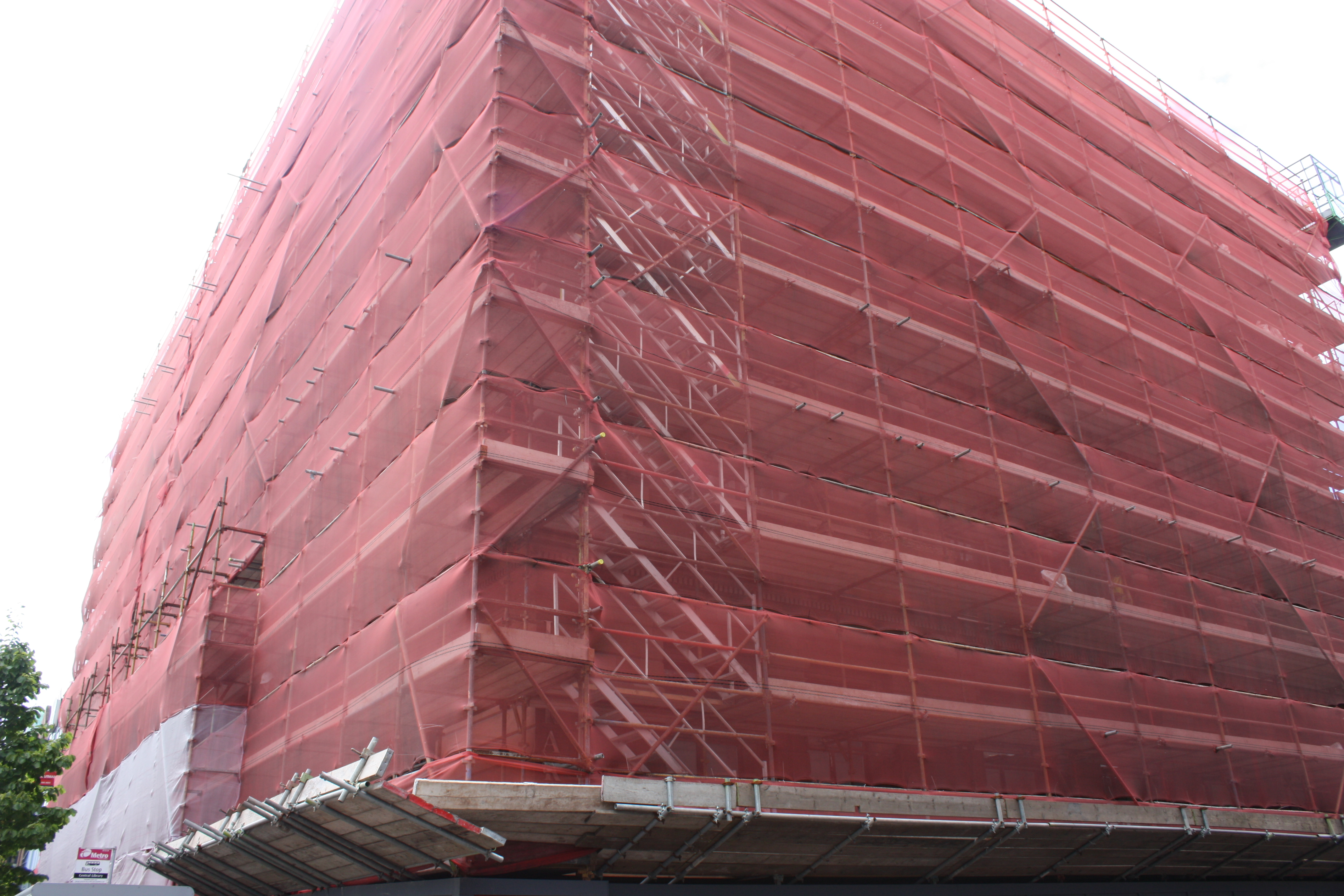
مكتبة بالفاست المركزية ، مغطاة بترميم أعمال حجرية ، يوليو 2010

مكتبة بالفاست المركزية هي مكتبة عامة في شارع رويال ، بلفاست ، أيرلندا الشمالية. تم افتتاحه في عام 1888 ، وكان من أوائل مباني المكتبات العامة الكبرى في أيرلندا.

## نبذة
فاز المهندس المعماري ويليام هنري لين في عام 1883 بمسابقة لتصميم المبنى وتم بناؤه بواسطة H & J Martin Builders. صُممت لتعكس طموحات مدينة بالفاست المتنامية ، وتعد هندستها المعمارية مثالًا رائعًا لمبنى عام في ذروة العصر الفيكتوري . على قاعدة من الجرانيت الأسود ، يحتوي الجزء الخارجي من الحجر الرملي الأحمر Dumfries مع إحساس إيطالي قليلاً ، على مساحة داخلية من ثلاثة طوابق مع درج كاسح ، وبهو ذو أعمدة ، وغرفة قراءة مقببة في الطابق الأول. تضمن الطابق العلوي في الأصل متحفًا ومعرضًا فنيًا . يعد المبنى جزءًا بارزًا من مشهد مدينة بالفاست الحديث الذي يعود إلى القرن التاسع عشر. لقد نجت دون أن تتضرر من خلال حرب بلفاست الخاطفة في الحرب العالمية الثانية والاضطرابات في أواخر القرن العشرين.
المكتبة موجودة في المكتبة و Cathedral Quarter ، على حافة مركز مدينة بلفاست وعلى مقربة من حرم بالفاست الجامعي لجامعة أولستر . تمت إضافة مبنيين إضافيين إلى الموقع في الستينيات والثمانينيات من القرن الماضي ، مما يوفر أماكن إقامة للموظفين وتخزينًا إضافيًا. تعكس هذه الزيادة في مخزون الكتب في المكتبة في العقود الفاصلة. توجد مكتبة الصحف في مبنى الثمانينيات ويمكن الوصول إليها من شارع المكتبة.
تدار المكتبة الآن من قبل مكتبات أيرلندا الشمالية ، وهي سلطة عامة تغطي أيرلندا الشمالية بأكملها. تضم مكتبة بالفاست المركزية مجموعة من الأقسام ، بما في ذلك مكتبة الإعارة ومكتبة المعلومات والأعمال التي لا تزال موجودة في غرفة القراءة الأصلية. A Belfast، Ulster and Irish Department & Music Library في الطابق العلوي. إنه مزود رئيسي لمرافق تكنولوجيا المعلومات في الطابق الأرضي ويوفر خدمة الإنترنت المجانية.

## مجموعات خاصة
تحتوي المكتبة على عدد من المجموعات الخاصة ، بما في ذلك مجموعة كتب رائعة ومكتبة ومخطوطات فرانسيس جوزيف بيغر ومخطوطات غريب الأطوار أماندا ماكيتريك روس ومخطوطات الكاتب المسرحي ألستر سام طومسون .
أرشيف الموسيقى في أيرلندا الشمالية هو قاعدة بيانات محوسبة تضم التسجيلات والنتائج والمواد الأخرى المتعلقة بالموسيقى التي أنشأها الملحنون / الفنانون في أيرلندا الشمالية. يضم الأرشيف ، الذي تم تمويله وتطويره من قبل مجلس الفنون في أيرلندا الشمالية ، موسيقى من النوع المعاصر / الكلاسيكي ،  بالإضافة إلى المواد الشعبية والتقليدية من أرشيف جيف هاردن.
وضعت شاشة أيرلندا الشمالية أيضًا نقطة وصول إلى أرشيف الأفلام الرقمية في مكتبة الإعارة.
جنبًا إلى جنب مع مكتبة لينين هول ، تضم مكتبة بلفاست المركزية مستودعًا لمصدر منشورات أيرلندا الشمالية (NIPR) ، والذي يجمع ويفهرس جميع عناوين أيرلندا الشمالية المنشورة منذ عام 2001.

## صور

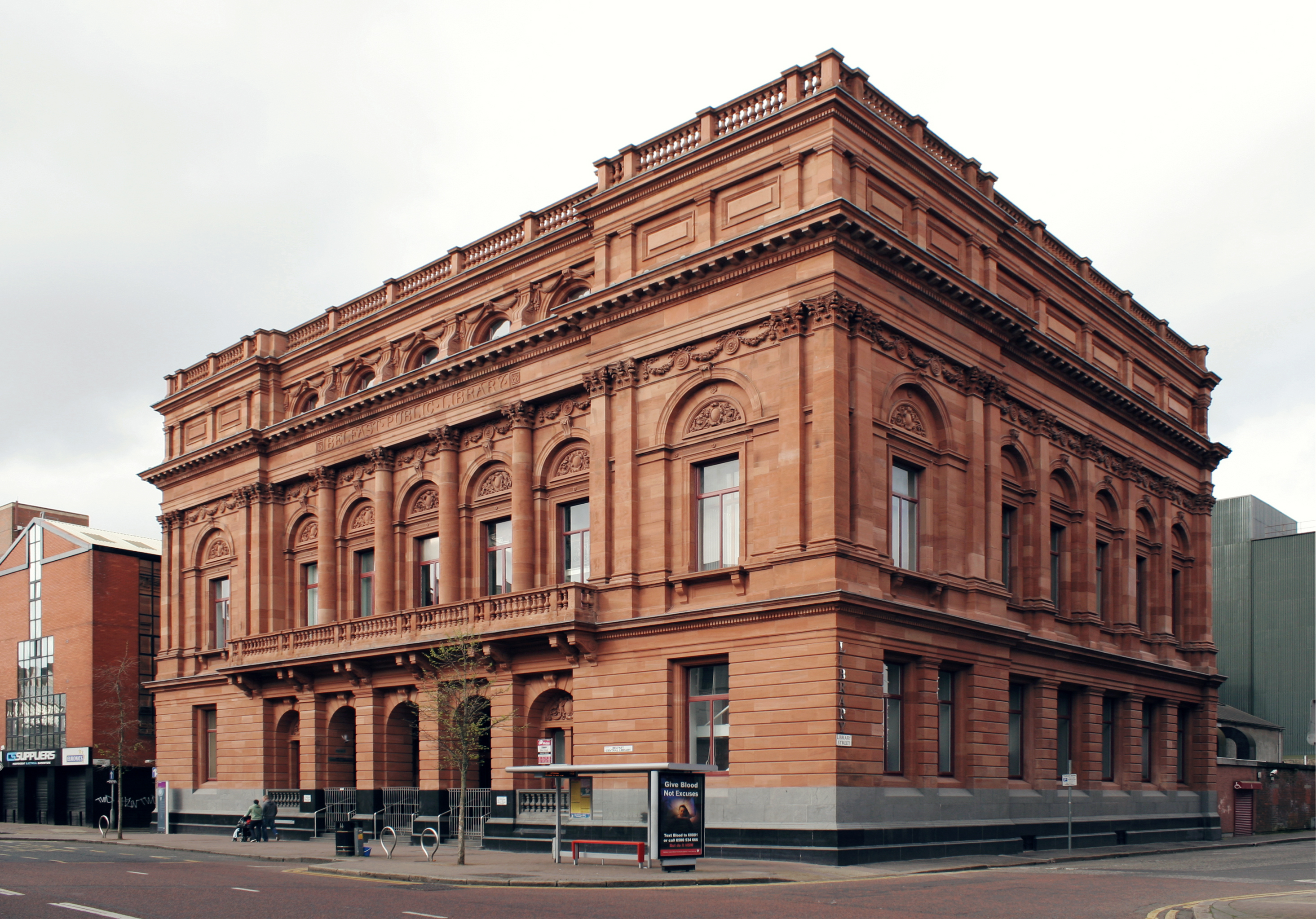
المكتبة المركزية ، بلفاست ، كونتري أنتريم ، أيرلندا الشمالية
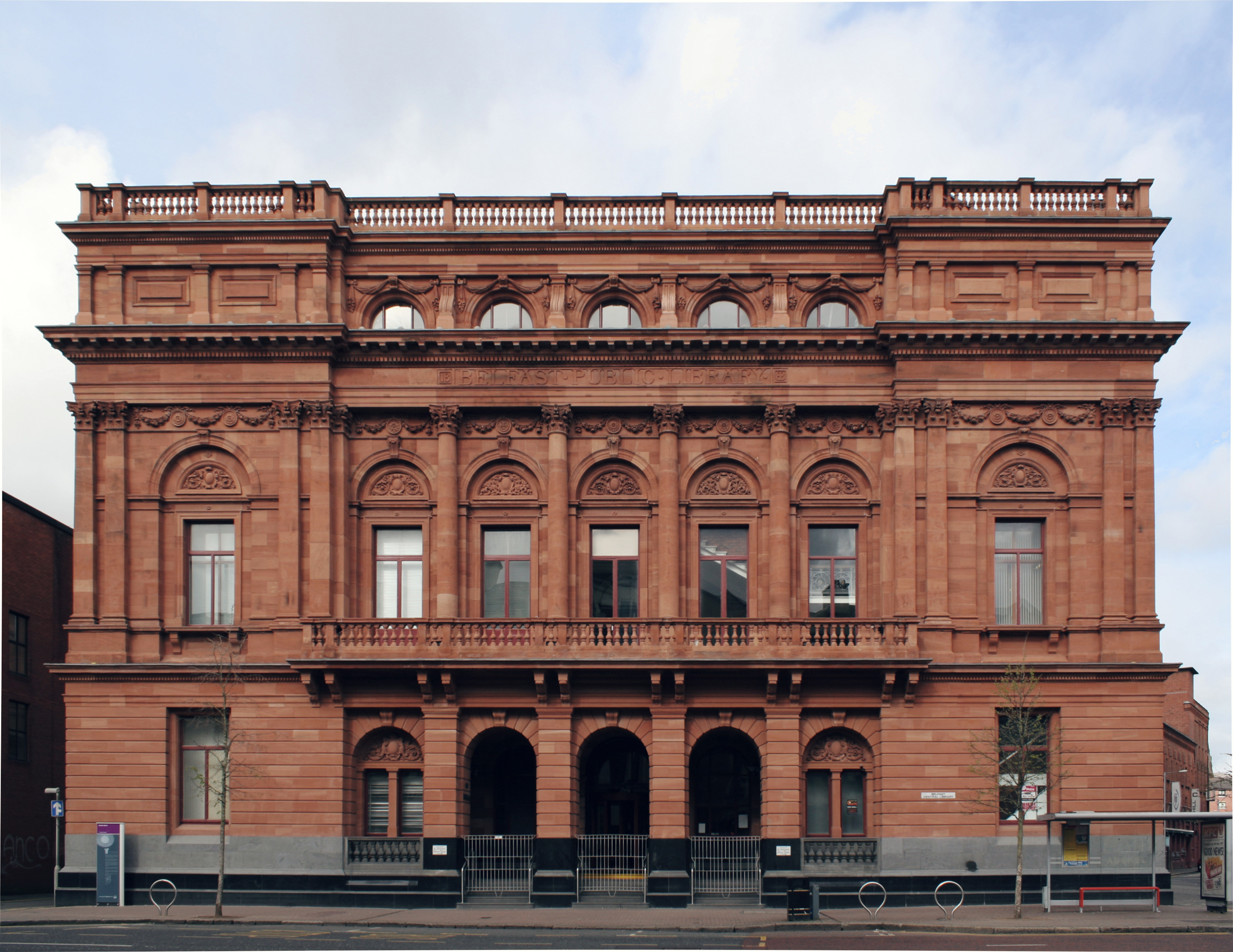
المكتبة المركزية ، الارتفاع الأمامي ، بلفاست ، أيرلندا الشمالية

## روابط خارجية
- مكتبات أيرلندا الشمالية - بوابة الويب الحكومية الرسمية للمكتبات العامة في أيرلندا الشمالية.
- الملحنون الأيرلنديون الشماليون - موقع الويب الخاص بمجلس الفنون في أيرلندا الشمالية ، والذي يوفر قوائم بالمواد المعاصرة / الكلاسيكية المحفوظة في أرشيف الموسيقى بأيرلندا الشمالية.
- أرشيف الأفلام الرقمية - موقع الويب الرسمي ، مقدم من شاشة أيرلندا الشمالية.